# Yendo hacia ti
Yendo hacia ti es un western en 3D de origen hispanoamericano, dirigida por Ferdinando Baldi y protagonizada por Tony Anthony, Victoria Abril y Gene Quintano.
Es una coproducción entre la estadounidense Filmways y The Lupo-Anthony-Quintano Company, una productora independiente. Estrenada en 1981, fue la película que empezó la moda del cine en 3D de principios de los años 80. Los mismos realizadores y algunos de los protagonistas regresaron en 1983 con El tesoro de las cuatro coronas.

## Argumento
H.H. Hart, ladrón de bancos, está celebrando su boda cuando unos secuestradores irrumpen en ella y secuestran a su nueva esposa. Posteriormente, es comercializada como prostituta por el villano Pike Thompson. Hart entonces comienza una carrera contrarreloj para encontrarla, con la ayuda de un predicador escocés . La película cuenta con numerosos efectos 3D, muchos de los cuales están destinados a salir de la pantalla hacia el público.

## Elenco
- Tony Anthony como HH Hart
- Gene Quintano como Pike Thompson
- Victoria Abril como Abeline
- Ricardo Palacios como Polk Thompson
- Lewis Gordon como El Predicador

## Preproducción
Gene Quintano y Marshall Lupo eran vendedores de Xerox que acabaron montando su propia empresa de suministros de oficina, con la que amasaron una pequeña fortuna con el paso de los años y querían invertirla en dedicarse al cine. Eran socios de una distribuidora con Tony Anthony, un cineasta que había realizado varios spaghetti western. Intentando hacer negocio, decidieron hacer una película en 3D, creyendo que los espectadores más jóvenes no estarían familiarizados con ella.
El 3D había sido una moda pasajera a principios de los años 50, cuando los estudios intentaron todos los trucos posibles para no perder espectadores frenta al aparato del momento, el televisor. Aparte tampoco el western era tan usual en la época, por lo que decidieron apostar por esta mezcla nueva para el público en ese momento.
Quintano, Lupo y Anthony trabajaron durante cuatro años en la película, experimentando y probando la tecnología.
Pensaron en hacer un western en lugar de una de terror porque creían que el mercado estaba sobresaturado de películas de miedo. Consiguieron un acuerdo de distribución, con la condición de reunir los fondos ellos mismos. Tardaron tres meses en reunir un presupuesto de entre 2,5 y 3,5 millones de dólares.

## Producción
El rodaje comenzó en España en septiembre de 1980 y duró tres meses, siendo la postproducción en Roma.
Tony Anthony admitió que la película no era de mucha calidad. "No harías 'Ciudadano Kane' en 3D", dijo. "Esto es escapismo. Es para reírse. Es un disfrute. Es meter al público del teatro dentro de la imagen. En un momento de la película, corro hacia la cámara con todo tipo de cosas volando hacia mí: hachas, flechas y todo tipo de cosas. Me voy a un lado y el público se cree que el tomahawk va a golpearles. Hace 25 años que se inventó este truco. Puede que todavía lo sea, pero hoy es un truco para una nueva generación. Démosle una oportunidad."

## Proceso estereoscópico 3D
El film se grabó en película superpuesta de una sola tira en formato 3-D de 35mm. Dos fotogramas en formato Techniscope, uno para el ojo izquierdo y otra para el derecho, se montan uno sobre el otro en la misma área que un fotograma en formato normal. Los fotogramas resultantes, aunque de tamaño reducido, tenían una relación de aspecto nominal de 2,39:1.
Debido a numerosos problemas técnicos con el sistema 3D. La película estuvo a punto de no rodarse. El sistema de lentes que usaron fue Optimax III, todavía un prototipo que dependiendo del resultado de la película se patentaría o no. Junto con su creador, Bill Bukowski, que actuó como asesor técnico 3D, experimentaron muchos problemas de paralaje vertical, es decir, los ejes ópticos de sus lentes gemelas no estaban al mismo nivel horizontal. Fue gracias a Fernando Arribas, director de fotografía del film, y a sus ideas que lograron arreglar los problemas de convergencia en cada plano, consiguieron en poco tiempo resultados sorprendentes. Los carteles de la película anunciaban alternativamente el proceso 3D como SuperVision y WonderVision.
La proyección requería conversores prismáticos o de "caja de espejo" delante de una lente de proyección esférica ordinaria. Estos conversores se usaban para mezclar las imágenes apiladas de izquierda y derecha en la pantalla, y al mismo tiempo polarizarlas de forma cruzada para que coincidieran con los filtros de las gafas 3D que usaba el público.
El propio productor Gene Quintano apareció en la película por una mera cuestión económica. "Tony, que es muy bueno, es la estrella. Pero ésta no es una película de actores. A ver, no buscamos a Robert Redford. Se supone que la verdadera estrella es el 3D."

## Filmways
Los derechos americanos de la película fueron adquiridos por Filmways para su estreno en el American Film Market a principios de 1981. El estudio acababa de comprar American International Pictures y se encontraba en un periodo de cambios en esa época, tras haber vendido cuatro películas importantes: The Fan, Blade Runner, Halloween II y Ragtime. Su presidente ya había hecho negocios con el representante de ventas de la película, y se ofreció a comprar los derechos para su exhibición en USA si no tenía otras ofertas. La película se vendió bastante bien a nivel internacional y los productores recuperaron su dinero, pero no llegaron otras ofertas para su distribución norteamericana, por lo que Meyers cumplió su promesa. "Pensamos que si teníamos suerte podríamos proyectar la película en el sótano de alguien cada par de años", dijo Quintano.

## Distribución
La película se estrenó en marzo de 1981 sólo en dos ciudades, Phoenix y Kansas City. Los productores solo encargaron 90.000 pares de gafas 3D necesarias para verla. El film tuvo un éxito inesperado, superando con creces la recaudación de la otra película que Filmways distribuía en ese momento, Blow Out. En agosto, el estudio decidió aumentar la distribución a tantos cines como pudieran reproducirla en 3D.
"No pueden fabricar todas las gafas que necesitamos a tiempo", dijo Anthony. "Han estado vendiendo 40.000 por sala. Hace unos días me llamaron a la una de la madrugada diciendo que estrenaremos en 200 salas más. ¡Esto no es una película, es una operación militar!
El número total de pares gafas aumentó a cinco millones. Arthur Silverstein, gerente de ventas de Hudson Printing Company en Manhattan, dijo que tuvieron que hacer horas extras para producir las gafas polarizadas desechables. "Dan un efecto especial extraordinario", dijo, "y ni siquiera tengo nada que ver con la película. De hecho, es un efecto explosivo. Literalmente te mete en la acción, y ves las cosas venir hacia ti".
Pese al enorme éxito de la película, no llegó siquiera a recaudar el presupuesto necesario en hacerla.

## Legado
La película volvió a poner de moda el cine en tres dimensiones que tanto gustaba en los 50, dando inicio a una serie de películas en 3D, entre ellas Tiburón 3-D, Amityville 3-D, Spacehunter: Aventuras en la Zona Prohibida, Starchaser: La leyenda de Orin, Abra Cadabra, Parásitos y Viernes 13 Parte III .

## Lanzamiento en DVD
El film fue lanzado en DVD con el proceso anaglifo. Este proceso implicaba separar las imágenes superiores e inferiores y combinarlas digitalmente como imágenes rojas y cian superpuestas.

## Reedición y lanzamiento en Blu-ray 3D
Una nueva restauración de la película fue anunciada en mayo de 2009. A principios de 2011, la revista Fangoria anunció que patrocinaría el estreno de la película. Éste se celebró en el Festival de Cine de Berlín el 12 de febrero de 2011.
Para el 35º aniversario de la película, en 2016 se lanzó una versión remasterizada en Blu-Ray supervisada por el productor y protagonista de la película, Tony Anthony, en formato Blu-ray 3D, que incluye un nuevo sonido envolvente 5.1.